# Église de Sant'Elena (Vérone)
 (juin 2023).
L'église de Sant'Elena, anciennement église dei Santi Giorgio e Zeno, est un lieu de culte catholique situé dans le centre historique de Vérone, à côté de la cathédrale ; elle fait partie du diocèse de Vérone.

## Histoire
L'église de Sant'Elena se dresse dans une zone qui était auparavant occupée par le plus ancien lieu de culte chrétien de Vérone, construit au IVe siècle par San Zeno, évêque et futur saint patron de la ville. Cette ancienne basilique, dont l'ancien nom est inconnu et connue aujourd'hui sous le nom d'« église A », était située au sein de la voie romaine. Plus tard, une seconde basilique, dite « église B », sera construite, cependant, l'église A n'a pas été démolie, mais divisée en salles et réadaptée à d'autres fonctions, restant ainsi en usage.
Au VIIIe siècle, la nouvelle cathédrale est construite et consacrée, construite sur le site qu'elle occupe encore aujourd'hui (bien que reconstruite par la suite sous de nouvelles formes) : c'est à partir de ce moment que l'église B est progressivement abandonnée, s'étant probablement effondrée à cause d'un vaste incendie au VIIIe siècle. Peu de temps après, en 813, le Chapitre des chanoines de la cathédrale est reconnu comme dépendant du patriarche d'Aquilée au lieu de l'évêque de Vérone : c'est à cette époque que le Chapitre, présidé par l'archidiacre Pacificus, décide de construire sur les ruines de l'ancienne basilique zénonienne une église dédiée aux Saints George et Zénon, populairement connue sous le nom de Sainte Hélène, qui fut consacrée entre 842 et 847 par le patriarche Andrea.
Le bâtiment de l'église a été gravement endommagé par le tremblement de terre catastrophique de Vérone de 1117, qui a été suivi par la reconstruction en style roman et la reconsécration en 1140 par le patriarche d'Aquilée, Pellegrino. Dans cette église, le 20 janvier 1320, Dante Alighieri prononça la tristement célèbre oraison latine Quaestio de aqua et terra, événement commémoré par une épigraphe placée sur la façade. Cependant, la paternité du Quaestio et la présence de Dante à Vérone à cette époque sont controversées.
Entre 1960 et 1970, l'église a fait l'objet de fouilles archéologiques qui ont mis au jour les murs du presbytère de ladite église A, la plus ancienne basilique de Vérone.

## Description
L'église, insérée dans le complexe architectural de la cathédrale de Vérone, a une façade à double pente, précédée d'une loggia. À l'exception de cette dernière, d'époque plus tardive, la façade présente l'aspect typique de l'architecture romane véronaise, avec des assises en briques alternant avec des assises en pierre de taille en tuf. Dans la partie la plus haute, il y a une grande fenêtre et deux petits oculi qui éclairent l'intérieur de l'église.
Le plan de l'église est à une seule nef, recouverte d'une structure en bois à charpente apparente. Le presbytère se termine par une abside quadrangulaire profonde, à laquelle on accède par un arc triomphal, se terminant par un fond plat et couvert d'une voûte en berceau à décor de fresques à caissons, œuvre de style Renaissance de Bernardino Brugnoli. Dans l'abside se trouve le maître-autel, dominé par le retable du XVIe siècle de Felice Brusasorzi représentant la Vierge portant l'enfant, avec les saints Étienne, Zeno, Giorgio et Elena. Dans la zone centrale du presbytère, les vestiges archéologiques de la première basilique paléochrétienne ont été laissés exposés, constitués des fondations de l'ancienne zone de l'abside et des fragments du sol en mosaïque. 
Le long des murs latéraux, il y a deux autels situés dans des arcs en plein cintre, modernisés dans les années 1730 : dans celui de droite se trouve le retable représentant la Vierge à l'Enfant avec les saints Jean Népomucène, Hélène et Catherine de Pietro Rotari, qui a remplacé un triptyque antérieur d'Antonio Badile ; à gauche l'autel du sculpteur-architecte Giuseppe Antonio Schiavi, dans lequel se trouve le retable représentant le Rédempteur, les anges et les saints François de Sales et Filippo Neri, du peintre véronais Giovanni Pietro Salvaterra.